# Tilmann Moser
Tilmann Moser (29. červenec 1938 Villingen – 29. dubna 2024 Freiburg im Breisgau) byl německý psychoanalytik, autor odborných a populárně odborných, a dokonce i beletristických titulů.

## Studium
Studoval literární vědu, politologii, sociologii a žurnalistiku.

## Odborná činnost
Absolvoval frankfurtský Institut Sigmunda Freuda. Zabýval se kriminologií, zvláště v oblasti kriminality mládeže. Nejvíce se však věnoval psychoterapii. Díky svému multioborovému zaměření mohl své zkušenosti propojovat, a zavedl tak v kriminalistice psychoanalytický přístup.

## Dílo
- MOSER, Tilmann: Gottesvergiftung. Frankfurt am Main: Suhrkamp, 1976. Česky Otrava Bohem, Dingir 2025,[4] přel. Jiří Šamšula a Jiří Tengler
- MOSER, Tilmann: Von der Gottesvergiftung zu einem erträglichen Gott. Stuttgart: Kreuz Verlag, 2003.
- hostem talk show a různých televizních pořadů, například na stanici ARD